# さらし台

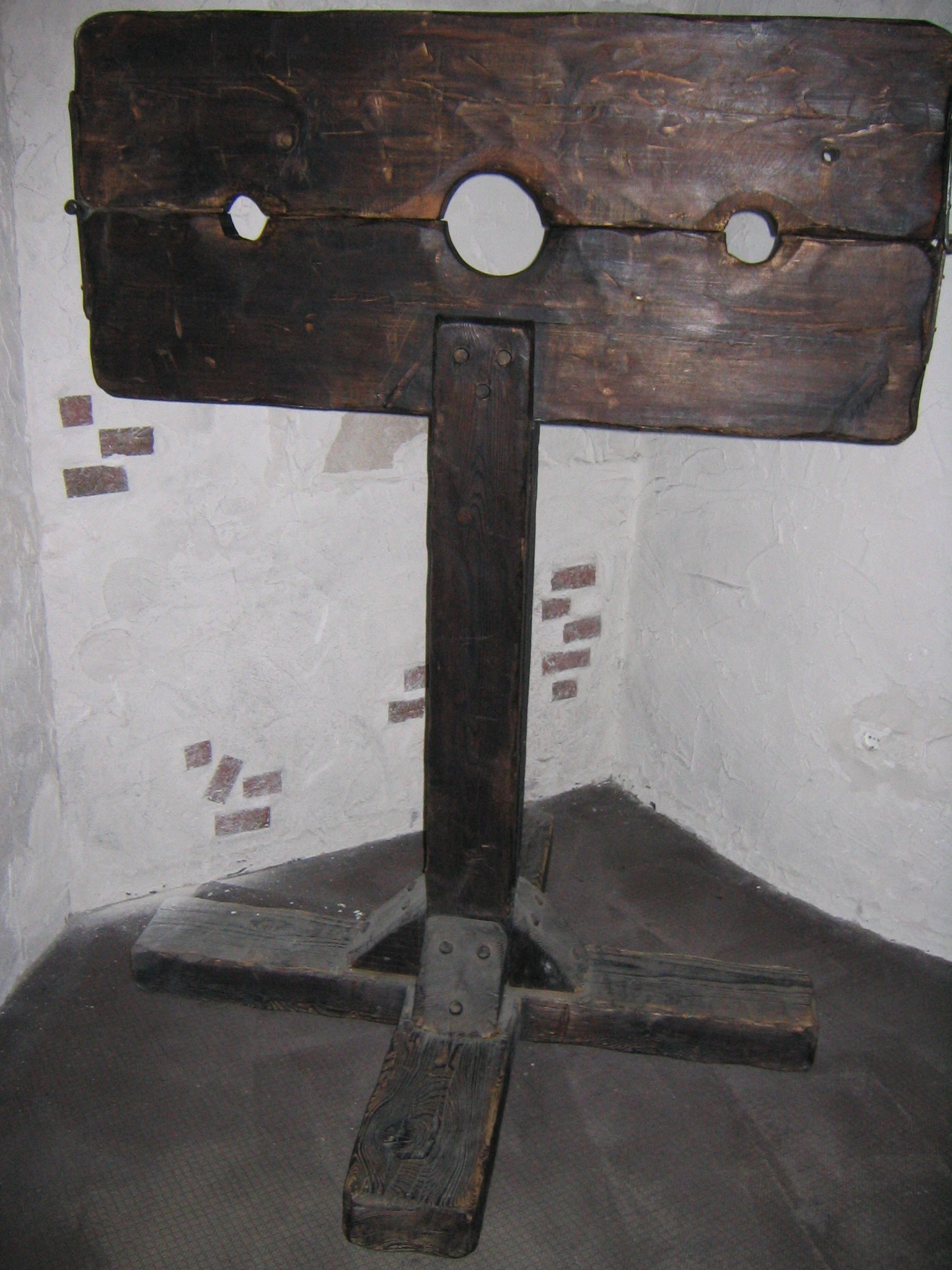
さらし台（ピロリー）。フライブルク刑罰博物館蔵

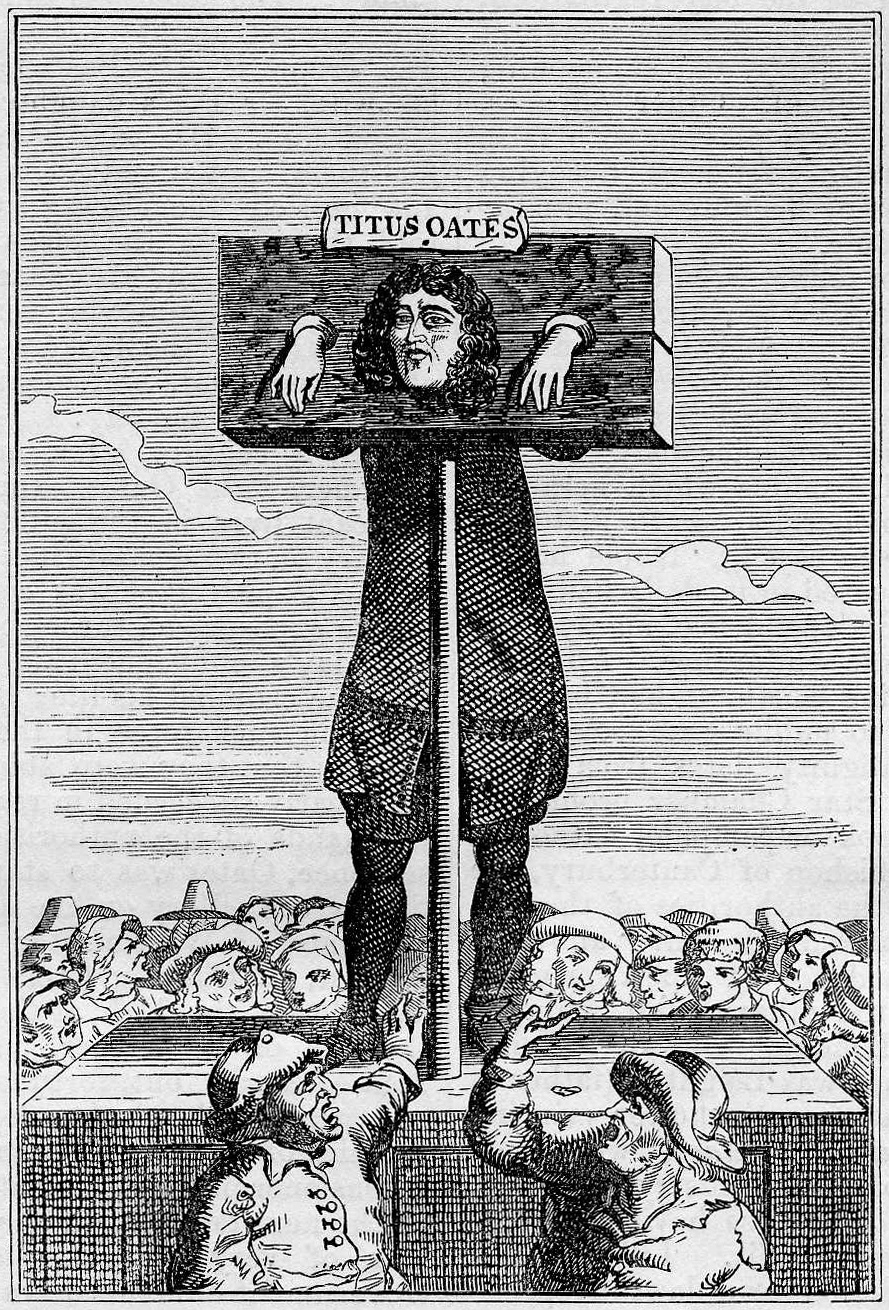
カトリック陰謀事件で晒しものにされるタイタス・オーツ

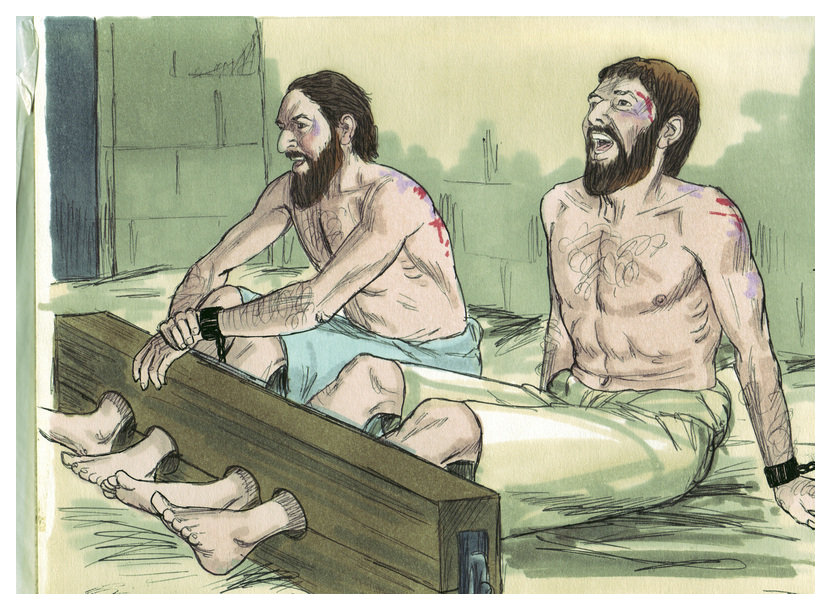
ストックス

さらし台（さらしだい）は罪人に対する刑罰として、または被疑者に対する拷問として、これらを晒しものにするために欧米で使われた道具。

## 概要
さらし台"ピロリー"(pillory)は顔または手足を差し込む穴を形作った蝶番の木製の板を持つ。その板同士は囚人を捕獲しておくために鍵がしてあった。ピロリーは罪人を逃さないようにするため、人通りの多い広場や交差点などに設置し、その際、その罪を詳細に記してあるプラカードを近くに置いた。これらの刑罰は普通、数時間続けられた。

## 効果
"ピロリー"は対象者を立たせ、晒したままにさせたという点で、足枷の"ストックス"(Stocks)よりも危険であった。興味本位の群衆や報復行為を行う者から物を投げつけられることもあり、その場合ときに失明などの後遺症を負ったり、死に至らしめられることもあった。
反面、一般庶民に人気の高い政治家や軍人などが対象となると、支配層への反感を増すことに繋がるため、適用が見送られることもある（例：トマス・コクラン）。

## その他
現代では刑罰・拷問として用いられることはなく、もっぱら性的嗜好の道具に用いられる。BDSMやくすぐりフェチなど。

## 代表的な設置箇所
- クライストチャーチ大聖堂（アイルランド）
- マルクト広場（ドイツ）
- レインリ・スターヴ教会（ノルウェー）
- キングズ・スクエア（バミューダ）
- ノートルダム・ラ・ブランシュ礼拝堂（フランス）